# 1943 год
1943 (ты́сяча девятьсо́т со́рок тре́тий) год  по григорианскому календарю — невисокосный год, начинающийся в пятницу. Это 1943 год нашей эры, 3‑й год 5‑го десятилетия XX века 2‑го тысячелетия, 4‑й год 1940‑х годов. Он закончился 82 года назад.
| Пн | Вт | Ср | Чт | Пт | Сб | Вс |
|    |    |    |    | 1  | 2  | 3  |
| 4  | 5  | 6  | 7  | 8  | 9  | 10 |
| 11 | 12 | 13 | 14 | 15 | 16 | 17 |
| 18 | 19 | 20 | 21 | 22 | 23 | 24 |
| 25 | 26 | 27 | 28 | 29 | 30 | 31 |

| Пн | Вт | Ср | Чт | Пт | Сб | Вс |
| 1  | 2  | 3  | 4  | 5  | 6  | 7  |
| 8  | 9  | 10 | 11 | 12 | 13 | 14 |
| 15 | 16 | 17 | 18 | 19 | 20 | 21 |
| 22 | 23 | 24 | 25 | 26 | 27 | 28 |

| Пн | Вт | Ср | Чт | Пт | Сб | Вс |
| 1  | 2  | 3  | 4  | 5  | 6  | 7  |
| 8  | 9  | 10 | 11 | 12 | 13 | 14 |
| 15 | 16 | 17 | 18 | 19 | 20 | 21 |
| 22 | 23 | 24 | 25 | 26 | 27 | 28 |
| 29 | 30 | 31 |    |    |    |    |

| Пн | Вт | Ср | Чт | Пт | Сб | Вс |
|    |    |    | 1  | 2  | 3  | 4  |
| 5  | 6  | 7  | 8  | 9  | 10 | 11 |
| 12 | 13 | 14 | 15 | 16 | 17 | 18 |
| 19 | 20 | 21 | 22 | 23 | 24 | 25 |
| 26 | 27 | 28 | 29 | 30 |    |    |

| Пн | Вт | Ср | Чт | Пт | Сб | Вс |
|    |    |    |    |    | 1  | 2  |
| 3  | 4  | 5  | 6  | 7  | 8  | 9  |
| 10 | 11 | 12 | 13 | 14 | 15 | 16 |
| 17 | 18 | 19 | 20 | 21 | 22 | 23 |
| 24 | 25 | 26 | 27 | 28 | 29 | 30 |
| 31 |    |    |    |    |    |    |

| Пн | Вт | Ср | Чт | Пт | Сб | Вс |
|    | 1  | 2  | 3  | 4  | 5  | 6  |
| 7  | 8  | 9  | 10 | 11 | 12 | 13 |
| 14 | 15 | 16 | 17 | 18 | 19 | 20 |
| 21 | 22 | 23 | 24 | 25 | 26 | 27 |
| 28 | 29 | 30 |    |    |    |    |

| Пн | Вт | Ср | Чт | Пт | Сб | Вс |
|    |    |    | 1  | 2  | 3  | 4  |
| 5  | 6  | 7  | 8  | 9  | 10 | 11 |
| 12 | 13 | 14 | 15 | 16 | 17 | 18 |
| 19 | 20 | 21 | 22 | 23 | 24 | 25 |
| 26 | 27 | 28 | 29 | 30 | 31 |    |

| Пн | Вт | Ср | Чт | Пт | Сб | Вс |
|    |    |    |    |    |    | 1  |
| 2  | 3  | 4  | 5  | 6  | 7  | 8  |
| 9  | 10 | 11 | 12 | 13 | 14 | 15 |
| 16 | 17 | 18 | 19 | 20 | 21 | 22 |
| 23 | 24 | 25 | 26 | 27 | 28 | 29 |
| 30 | 31 |    |    |    |    |    |

| Пн | Вт | Ср | Чт | Пт | Сб | Вс |
|    |    | 1  | 2  | 3  | 4  | 5  |
| 6  | 7  | 8  | 9  | 10 | 11 | 12 |
| 13 | 14 | 15 | 16 | 17 | 18 | 19 |
| 20 | 21 | 22 | 23 | 24 | 25 | 26 |
| 27 | 28 | 29 | 30 |    |    |    |

| Пн | Вт | Ср | Чт | Пт | Сб | Вс |
|    |    |    |    | 1  | 2  | 3  |
| 4  | 5  | 6  | 7  | 8  | 9  | 10 |
| 11 | 12 | 13 | 14 | 15 | 16 | 17 |
| 18 | 19 | 20 | 21 | 22 | 23 | 24 |
| 25 | 26 | 27 | 28 | 29 | 30 | 31 |

| Пн | Вт | Ср | Чт | Пт | Сб | Вс |
| 1  | 2  | 3  | 4  | 5  | 6  | 7  |
| 8  | 9  | 10 | 11 | 12 | 13 | 14 |
| 15 | 16 | 17 | 18 | 19 | 20 | 21 |
| 22 | 23 | 24 | 25 | 26 | 27 | 28 |
| 29 | 30 |    |    |    |    |    |

| Пн | Вт | Ср | Чт | Пт | Сб | Вс |
|    |    | 1  | 2  | 3  | 4  | 5  |
| 6  | 7  | 8  | 9  | 10 | 11 | 12 |
| 13 | 14 | 15 | 16 | 17 | 18 | 19 |
| 20 | 21 | 22 | 23 | 24 | 25 | 26 |
| 27 | 28 | 29 | 30 | 31 |    |    |

## События
Продолжаются Вторая мировая и Великая Отечественная война.
Подробнее см. также: Категория:1943 год

### Январь
- 6 января — указом Президиума Верховного Совета СССР в РККА введены новые знаки различия — погоны, объявленные в войсках приказом наркомата обороны № 25 от 15 января 1943 года.
- 8 января — командующий окружёнными в Сталинграде немецкими войсками Ф. Паулюс отклонил предложение советского командования о капитуляции.
- 10 января—2 февраля — советская войсковая операция «Кольцо» по уничтожению войск противника, окружённого в Сталинграде.
- 12 января — Орджоникидзевский край РСФСР переименован в Ставропольский[1].
- 12—30 января — советская войсковая операция «Искра» с целью прорыва блокады Ленинграда.
- 13 января—3 марта — советская Воронежско-Харьковская стратегическая наступательная операция с целью разгрома группы армий «B» противника и освобождения значительной территории и ряда крупных промышленных и административных центров СССР.
- 13—27 января — советская войсковая Острогожско-Россошанская операция.
- 14—24 января — в Касабланке (Марокко) проходила конференция глав стран Антигитлеровской коалиции – Ф. Рузвельта, У. Черчилля, Ш. де Голля и членами Объединённого комитета начальников штабов США и Великобритании.
- 14 января — в перестрелке с итальянскими карабинерами погиб лидер антифашистской организации «Мидас-614» Иоаннис Цигантес, что привело к развалу этой организации.
- 16 января
  - Войсками РККА освобождён город Ростов-на-Дону.
  - Ирак объявил войну Германии, Италии и Японии.
- 18 января — войска Ленинградского фронта освободили Шлиссельбург (с 1944 по 1992 — Петрокрепость). Прорвана блокада Ленинграда[2].
- 19 января — образована Ульяновская область РСФСР.
- 23 января — Британская армия освободила Триполи.
- 24 января—17 февраля — советская войсковая Воронежско-Касторненская операция.
- 25 января — советские войска освободили Воронеж от немецкой оккупации.
- 26 января — образована Кемеровская область РСФСР[3].
- 29 января—18 февраля — Ворошиловградская операция советских войск по освобождению Северного Донбасса.
- 30—31 января — Аданская конференция в Турции.
- 30 января — Карл Дёниц назначен верховным главнокомандующим кригсмарине.
- 31 января
  - Фельдмаршал Фридрих Паулюс сдаётся вместе с немецкими частями, окружёнными в южном котле в ходе Сталинградской битвы.
  - Нацистами уничтожено гетто в Пружанах.

### Февраль
- 2 февраля — в Сталинграде капитулировала 6-я немецкая армия, пленено около 90 тысяч солдат; точка перелома в Великой Отечественной войне и Второй мировой войне.
- 2 февраля—3 марта — советская войсковая Харьковская операция
- 5 февраля
  - Красная Армия освободила город Старый Оскол.
  - Фрэнк Эндрюс назначен командующим всеми вооружёнными силами США на Европейском театре военных действий вместо Дуайта Эйзенхауэра, назначенного командующим войсками в Северной Африке.
- 6 февраля — из Челябинской области выделена отдельная Курганская область[4].
- 7 февраля — освобождён город Азов[5].
- 8 февраля
  - Советские войска освободили Курск.
  - В СССР учреждён орден Кутузова 3-й степени.
- 9 февраля
  - Японские войска эвакуировались с острова Гуадалканал. Завершилось сражение за Гуадалканал.
  - Начало Волынской резни польского населения на Западной Украине подразделениями УПА[6].
- 10 февраля — Ферхат Аббас и национальные лидеры арабского населения Алжира составили «Манифест алжирского народа», требующий ликвидации французского колониального режима в Алжире. Генерал Шарль де Голль и движение «Свободная Франция» отклонили эти требования[7].
- 14 февраля — в ходе общего наступления Красной Армии Ростов-на-Дону, Ворошиловград и Свердловск окончательно освобождены от немецких войск.
- 15 февраля — Президентом Финляндии переизбран Ристо Рюти.
- 16 февраля — советскими войсками в первый раз освобождён Харьков. Однако после немецкого контрнаступления 15 марта город был вновь оставлен.
- 16 февраля—31 марта — немецкая карательная антипартизанская и полицейская операция «Зимнее волшебство»  германских оккупационных войск, проведённая на территориях Белорусской ССР и РСФСР.
- 22 февраля — правительство Болгарии приняло решение депортировать евреев страны в концлагерь Треблинка.
- 27 февраля — в результате проведения операции «Ганнерсайд» норвежские диверсанты взорвали завод по производству тяжёлой воды в Рьюкане (Норвегия), осложнив выполнение германского ядерного проекта[8][9].

### Март
- 1 марта
  - Советские войска освободили Демянск.
  - Хуан Хосе де Амесага вступил в должность президента Уругвая, одновременно вступила в силу новая конституция страны.
- 1—2 марта — отрядами СС и венгерскими солдатами совершена самая масштабная карательная акция Второй мировой войны — Корюковская трагедия, погибло около 6700 человек.
- 2—4 марта — битва в море Бисмарка между войсками США и Австралии с одной стороны и Японии – с другой.
- 3 марта — 173 человека погибли в давке при попытке войти в бомбоубежище в Бетнал Грин (Лондон).
- 5 марта — первый полёт первого британского реактивного истребителя «Gloster Meteor».
- 12 марта — в результате активной деятельности партизан Народно-освободительной армии Греции (ЭЛАС) итальянский гарнизон был вынужден оставить греческий город Кардица, ставший первым городом Южной Европы, освобождённым от фашистских войск.
- 19 марта — оккупация Венгрии немецкими войсками с целью предотвратить выход Венгрии из войны на стороне Германии.
- 22 марта — карательным отрядом заживо сожжены или расстреляны почти все жители белорусской деревни Хатынь из мести за убийство нескольких немецких военнослужащих окрестными партизанами, погибло 149 человек, из низ 75 – дети.
- Март — В Нью-Йорке опубликована повесть Антуана де Сент-Экзюпери «Маленький принц», иллюстрированная им самим, одна из самый продаваемый книг всех времён из написанных на французском языке.

### Апрель
- 7 апреля — Боливия объявила войну Германии, Италии и Японии.
- 8 апреля — в Вашингтоне подписан договор между США и Ираном, предусматривавший установление режима наибольшего благоприятствования для американской торговли в Иране[10].
- 8 апреля—12 мая — Крымская наступательная операция советских войск.
- 14 апреля — секретным постановлением СНК СССР № 415—138сс на базе Управления особых отделов НКВД СССР создан Смерш.
- 17—22 апреля — проведение немцами в Минске карательной операции «Волшебная флейта» по уничтожению подпольных партизанских организаций и отправке захваченной рабочей силы в Германию.
- 18 апреля — американская операция «Месть» по ликвидации Исороку Ямамото, главнокомандующего объединённым флотом Японской империи.
- 19 апреля — начало антифашистского восстания в Варшавском гетто.
- 22 апреля
  - в СССР правительство издало указ «О мерах наказания изменникам Родины и предателям, и о введении для этих лиц, как меры наказания, каторжных работ».
  - Альберт Хофманн сделал первое сообщение о галлюциногенных свойствах ЛСД.

### Май
- 2 мая — в Сталинграде состоялся футбольный матч «На руинах Сталинграда».
- 5 мая — японский физик Ёсио Нисина доложил штабу военно-воздушных сил Японии, что создание атомной бомбы технически возможно. Утверждена секретная атомная программа — проект «Ни-Го»[11].
- 9—12 мая — «Резня в Чанцзяо» – уничтожение китайских гражданских лиц японской экспедиционной армией в городе Чанцзяо, погибло около 30 тысяч человек.
- 13 мая — итало-немецкие войска в Тунисе капитулировали на полуострове Бон, союзникам сдались 275 тысяч солдат и офицеров — завершена Североафриканская кампания (длилась с 13 сентября 1940). Немецкий Африканский корпус перестал существовать.
- 15 мая
  - Официально распущен Коминтерн (Третий Интернационал).
  - Начало «Битвы на Сутьеске» – кульминация Народно-освободительной войны в Югославии и самое крупное и кровопролитное партизанское сражение Второй мировой войны в Европе (завершилось 16 июня прорывом партизанских войск из окружения).
- 16 мая — окончательно подавлено антифашистское восстание в Варшавском гетто.
- 16 мая—6 июня — операция «Цыганский барон», крупнейшая антипартизанская операция вермахта на Восточном фронте во время Второй Мировой войны, проводилась с целью ослабить партизанское движение в Брянских лесах.
- 19 мая — в результате пожара и взрыва на заводе боеприпасов в г. Кемерово погибли 34 человека[12][13].

### Июнь
- 3 июня — образован Французский комитет национального освобождения.
- 4 июня — военный переворот в Аргентине (Революция 43-го). Гражданский президент Рамон Кастильо свергнут группой военных, возглавляемой полковниками Мигелем Монтесом, Хуаном Пероном и Педро Рамиресом. Временным президентом назначен генерал Артуро Росон (до 7 июня 1943 года)[14]. Завершение «Бесславного десятилетия».

- 7 июня
  - В Германии ракетная программа Вернера фон Брауна объявлена первоочередной для вермахта[15].
  - Новым временным президентом Аргентины назначен дивизионный генерал Педро Рамирес (до 9 марта 1944)[14].
- 10 июня — в отместку за убийство Рейнхарда Гейдриха, протектора Богемии и Моравии, совершённое 27 мая 1942 в Праге, уничтожена чешская деревня Лидице.
- 10 июня—8 августа — Выборгско-Петрозаводская операция советских войск с целью ликвидации угрозы Ленинграду и выведения Финляндии из войны.
- 19 июня — в СССР введена орденская лента к орденам и медалям.

### Июль
- 3 июля — основана Коммунистическая партия Цейлона[16].
- 4 июля — в авиакатастрофе погиб премьер-министр польского правительства в изгнании генерал Владислав Сикорский.
- 5 июля — начало последней на Восточном фронте немецкой стратегической наступательной операции «Цитадель», вошедшей в историю как Курская битва.
- 9 июля—17 августа — операция «Хаски» с высадкой и захватом англо-американскими войсками Сицилии.
- 10 июля — сформирован генеральный штаб Национально-освободительной армии Албании[17].
- 11 июля — пик насилия УПА во время Волынской резни.
- 12 июля
  - В районе Прохоровки произошло крупнейшее встречное танковое сражение Второй мировой войны. Начало контрнаступления советских войск в районе Орла.
  - В подмосковном Красногорске основан Национальный комитет «Свободная Германия», немецкая антифашистская военно-политическая организация,
- 14 июля — «Бискарская резня»: расправа американских солдат над 76 военнопленными итальянцами и немцами.
- 15 июля — нацистские войска прекратили наступление на Курской дуге. С этого момента стратегическая инициатива на Восточном фронте окончательно перешла к Красной армии.
- 23 июля — землетрясение магнитудой 7,0 на острове Ява (Индонезия), погибли 213 человек и около 4000 получили ранения.
- 25 июля — Большой фашистский совет Италии отстранил Бенито Муссолини от власти. После визита к королю, официально освободившего его от должности главы правительства, он арестован. Новым главой правительства назначен маршал Пьетро Бадольо.

### Август
- 2 августа
  - Мукьянское соглашение в Албании по объединению всех влиятельных сил национального Движения Сопротивления по всей стране.
  - В Италии распущена правящая Национальная фашистская партия.
- 5 августа — освобождение городов Орёл и Белгород. В Москве впервые проведён салют в честь войск, освободивших эти города.
- 7 августа—2 октября — Смоленская наступательная операция Красной Армии.
- 13 августа—22 сентября — Донбасская наступательная операция Красной Армии.
- 17 августа
  - Квебекская конференция;
  - Парламент Сирии избрал генерального секретаря Кутла ватания Шукри аль-Куатли президентом страны[18].
- 18 августа — ночью 600 британских бомбардировщиков нанесли удар по полигону Пенемюнде, центру германской ракетной программы[15].
- 20 августа — нацистами уничтожено Глубокское гетто.
- 23 августа — советскими войсками окончательно освобождён Харьков.
- 24 августа — 23 декабря — Битва за Днепр.
- 26 августа — Египет установил дипломатические отношения с СССР[19].
- 28 августа — в Софии скончался от инфаркта вернувшийся из ставки Гитлера царь Болгарии Борис III. Новым царём провозглашён шестилетний Симеон II Саксен-Кобург-Готский[20].

- 30 августа — войсками РККА освобождён Таганрог. В ознаменование этого события в Москве был дан третий в истории Великой Отечественной войны праздничный салют[21].

### Сентябрь
- 3 сентября — правительство Италии во главе с Пьетро Бадольо подписало условия капитуляции Италии. В тот же день войска 8-й британской армии высадились на юге Апеннинского полуострова в районе Реджо-ди-Калабрия[22].
- 4 сентября — в Лябиноти прошла Вторая конференция Национально-освободительного фронта Албании[23].
- 5 сентября — войсками РККА освобождены города Дзержинск и Артёмовск.
- 8 сентября
  - Войсками РККА освобождён город Сталино (Донецк).
  - Союзное командование обнародовало условия капитуляции Италии[22]. Начало гражданской войны в стране.
- 9 сентября
  - Войска 5-й армии США высадились в районе Салерно в Италии[22].
  - Немецкие войска оккупировали части Италии, ещё не освобожденные союзниками, включая Рим.
  - Иран объявил войну Германии[24].
- 10 сентября
  - Войсками РККА освобождён Мариуполь.
  - Землетрясение магнитудой 7,4 в Тоттори (Япония), 1190 погибших.
- 12 сентября — Бенито Муссолини освобождён немецкими десантниками под командованием Отто Скорцени и вывезен в Германию.
- 16 сентября — войсками РККА освобождён Новороссийск.
- 17 сентября — войсками РККА освобождён Брянск.
- 18 сентября
  - Ликвидирована Уссурийская область Приморского края РСФСР[25].
  - Освобождён Бердянск.
- 21 сентября 
  - Войсками РККА освобождён Чернигов.
  - Начало массового расстрела немцами итальянских военнопленных на острове Кефалиния (Греция), убито около 5000 человек.
- 23 сентября
  - Бенито Муссолини объявил, что переворот против его правительства провалился, и провозгласил марионеточную Итальянскую социальную республику, существовавшую на территории, оккупированной вермахтом.
  - Освобождена Полтава.
- 25 сентября — войсками РККА освобождён Смоленск.
- 29 сентября — войсками РККА освобождён Кременчуг.

### Октябрь
- 1 октября
  - Войсками армии США освобождён Неаполь.
  - Почти все евреи Дании в количестве 7000 человек силами датского антинацистского подполья перевезены в нейтральную Швецию.
- 9 октября — в СССР введено высшее воинское звание „Главный маршал рода войск“[26].
- 10 октября — в СССР учреждён Орден Богдана Хмельницкого трёх степеней.
- 12 октября
  - 1-я польская дивизия имени Тадеуша Костюшко и 1-й польский танковый полк имени героев Вестерплатте впервые вступили в бой с германскими войсками у деревни Ленино Могилёвской области Белорусской ССР. День 12 октября отмечался в Польской Народной Республике как День Войска Польского[27].
  - Физик Нильс Бор тайно вывезен из Швеции в Великобританию на британском бомбардировщике[28].
- 13 октября — Италия вступила в войну на стороне антигитлеровской коалиции и объявила Германии войну.
- 14 октября
  - Удавшееся восстание в немецком лагере смерти Собибор.
  - на пост президента Филиппин вступает Хосе Лаурель.
- 23 октября — войсками РККА освобождён Мелитополь.
- 25 октября — войсками РККА освобождён Днепропетровск.
- 30 октября — завершилось Московское совещание министров иностранных дел союзников. Среди прочих документов принята Декларация об Австрии, в которой правительства СССР, США и Великобритании выступили за восстановление независимого Австрийского государства[29].

### Ноябрь
- 6 ноября — советские войска освободили Киев.
- 8 ноября
  - В СССР учреждены высший военный орден «Победа» и орден Славы трёх степеней.
  - Парламент Ливана исключил из конституции страны статьи, ограничивающие суверенитет страны в пользу Франции[30].
  - Правительство УССР возвратилось из Харькова в Киев.
- 9 ноября — в Вашингтоне 44 государствами учреждена Администрация ООН по оказанию помощи и реабилитации (ЮНРРА)[31].
- 11 ноября — войска «Свободной Франции» арестовали президента Ливана Бишара эль-Хури, премьер-министра Риада ас-Сольха, видных политиков Камиля Шамуна и Пьера Жмайеля. Парламент распущен, действие конституции прекращено.
- 19 ноября — в условиях политического кризиса президент Колумбии Альфонсо Лопес Пумарехо уехал в США (вернулся 16 мая 1944 года). Исполняющим обязанности президента остался Дарио Эчандиа[исп.][32].
- 21 ноября — в Албании сторонники свергнутого короля Ахмета Зогу создают организацию «Легалитети» для борьбы с немецкими оккупантами и одновременного противодействия силам Коммунистической партии Албании[23].
- 22 ноября — после массовых выступлений французские власти освободили арестованных лидеров Ливана и восстановили у власти его законное правительство. Этот день стал национальным праздником — Днём независимости Ливана[30].
- 22—26 ноября — Каирская конференция глав США (Ф. Д. Рузвельт), Великобритании (У. Черчилль) и Китайской Республики (Чан Кайши) по вопросам совместных военных операций против Японии.
- 26 ноября — землетрясение магнитудой 7,6 в Турции, более 2800 погибших.
- 27 ноября — после потопления нескольких своих судов немецкими подводными лодками Колумбия объявила войну Германии.
- 28 ноября—1 декабря — Тегеранская конференция руководителей трёх союзных держав: СССР (И. В. Сталин), США (Ф. Рузвельт) и Великобритании (У. Черчилль); прошла в Тегеране (Иран).
- 29 ноября — Антифашистское вече народного освобождения Югославии запретило королю Югославии Петру II возвращение в страну[33].

### Декабрь
- 4 декабря
  - В Югославии провозглашено временное демократическое правительство в изгнании.
  - Боливия объявила войну Румынии и Венгрии.
- 8 декабря — генерал Шарль де Голль заявил, что Франция будет до конца продолжать борьбу за возвращение Французского Индокитая[34].
- 11 декабря — при аварии на шахте № 4-6 (Копейск, Челябинская область) погибли 14 шахтёров[35].
- 13 декабря — расстрел гражданского населения и полное разрушение греческого города Калаврита германскими оккупационными войсками.
- 14 декабря — утверждён новый гимн СССР (музыка А. В. Александрова, слова С. В. Михалкова и Г. А. Эль-Регистана).
- 20 декабря — в результате военного переворота  в Боливии президентом страны становится Гуальберто Вильярроэль.
- 24 декабря
  - Дуайт Эйзенхауэр становится Главнокомандующим союзными войсками в Европе. Он создаёт в Лондоне Главное командование союзных сил.
  - 1300 британских и американских бомбардировщиков нанесли удары по пусковым платформам германских ракет «Фау-1» на побережье Ла-Манша[15].
- 24 декабря—17 апреля 1944 — Днепровско-Карпатская операция Красной Армии.
- 28 декабря — Бой у Нордкапа. корабли ВМФ Великобритании потопили немецкий линкор «Шарнхорст».
- 28 декабря — депортация калмыков.
- 31 декабря — войсками РККА освобождён Житомир.

### Без точных дат
- Начало года — американский компьютер «Марк I» успешно прошёл первые испытания.
- Американский астроном Карл Сейферт выделил в отдельный класс галактики с аномально активными ядрами (сейфертовские галактики). В настоящее время считается, что такая активность вызывается сверхмассивными чёрными дырами в ядрах этих галактик.
- Британец Алан Тьюринг разработал «Колосс», секретный специализированный компьютер, предназначенный для расшифровки перехваченных сообщений немецких войск.
- Французами Ж.-И. Кусто и Э. Ганьяном изобретён акваланг.
- Публикация иерархической модели потребностей человека («Пирамида Маслоу»).

## Персоны года
Человек года по версии журнала Time — Джордж Маршалл, государственный и военный деятель США.

## Родились
См. также: Категория:Родившиеся в 1943 году

### Январь
- 14 января — Ральф Стайнман, американский иммунолог и цитолог, лауреат Нобелевской премии по физиологии или медицине за 2011 год (ум. в 2011).
- 19 января — Дженис Джоплин, американская рок-певица (ум. в 1970).
- 20 января — Арманду Гебуза, президент Мозамбика в 2005–2015 годах.

### Февраль
- 5 февраля — Нолан Бушнелл, американский инженер и предприниматель, один из отцов-основателей индустрии компьютерных игр.
- 9 февраля — Джозеф Стиглиц, американский экономист-кейнсианец, лауреат Нобелевской премии по экономике за 2001 год.
- 9 февраля — Тимоти Хант, британский биохимик, лауреат Нобелевской премии в области медицины и физиологии за 2001 год.
- 20 февраля — Александр Александров, лётчик-космонавт СССР, дважды Герой Советского Союза.
- 21 февраля — Людмила Улицкая, русская писательница, переводчица и сценарист.
- 22 февраля
  - Хорст Кёлер, Федеральный президент Германии в 2004–2010 (ум. в 2025).
  - Эдуард Лимонов, российский писатель, поэт, публицист, политик (ум. в 2020).
- 25 февраля — Джордж Харрисон, английский рок-музыкант, гитарист группы «The Beatles» (ум. в 2001).
- 26 февраля — Казимера Прунскене, литовский политический деятель и экономист.
- 27 февраля — Карлос Алберто Паррейра, бразильский футбольный тренер, единственный тренер, шесть раз возглавлявший сборные на чемпионатах мира.

### Март
- 9 марта
  - Джеф Раскин, компьютерный специалист, создатель компьютера Macintosh (ум. в 2005).
  - Роберт Фишер, американский шахматист, 11-й чемпион мира (ум. в 2008).
- 12 марта — Ратко Младич, сербский генерал, начальник штаба Войска Республики Сербской в 1992–1995.
- 19 марта
  - Марио Молина, мексикано-американский химик, пионер атмосферной химии, один из наиболее известных исследователей озоновых дыр, лауреат Нобелевской премии по химии за 1995 год (ум. в 2020).
  - Марио Монти, премьер-министр Италии в 2011—2013.
- 28 марта — Джимми Ван Юй, гонконгский и тайваньский актёр, режиссёр, сценарист и продюсер (ум. в 2022).
- 29 марта
  - Эрик Айдл, британский актёр, сценарист, участник комик-группы «Монти Пайтон».
  - Джон Мейджор, британский политик, 72-й премьер министр Великобритании в 1990—1997.

### Апрель
- 14 апреля — Николай Петров, советский и российский пианист (ум. в 2011).
- 22 апреля — Луиза Глюк, американская поэтесса и эссеист, лауреат Нобелевской премии по литературе за 2020 год (ум. в 2023).
- 30 апреля — Фредерик Чилуба, президент Замбии в 1991–2002 (ум. в 2011).

### Май
- 4 мая — Михаил Шемякин, российский и американский художник и скульптор.
- 5 мая
  - Майкл Пейлин, британский актёр, сценарист, писатель, один из участников группы «Монти Пайтон».
  - Рафаэль Мартос Санчес, испанский певец, киноактёр.
- 14 мая — Оулавюр Рагнар Гримссон, президент Исландии в 1996–2016.
- 22 мая — Бетти Уильямс, североирландская общественная активистка, лауреат Нобелевской премии мира за 1976 год (ум. в 2020).

### Июнь
- 6 июня — Ричард Смолли, американский химик, лауреат Нобелевской премии по химии 1996 года (ум. в 2005).
- 13 июня — Малкольм Макдауэлл, британский актёр театра, кино, телевидения и озвучивания.
- 15 июня — Поуль Расмуссен, премьер-министр Дании в 1993–2001.
- 17 июня — Ньют Гингрич, американский политик, политический аналитик и комментатор.
- 22 июня — Джон Костерлиц, британский и американский физик, лауреат Нобелевской премии по физике 2016 года.
- 28 июня — Клаус фон Клитцинг, немецкий физик, лауреат Нобелевской премии по физике 1985 года.

### Июль
- 6 июля — Тамара Синявская, советская и российская оперная певица, педагог, народная артистка СССР, народная артистка Азербайджана.
- 7 июля — Тото Кутуньо, итальянский композитор и эстрадный певец. (ум. в 2023)
- 19 июля — Томас Сарджент, американский экономист, лауреат Нобелевской премии по экономике 2011 года.
- 26 июля — Мик Джаггер, английский рок-музыкант, лидер группы «The Rolling Stones».

### Август
- 8 августа — Юлий Гусман — советский и российский режиссёр театра и кино, телеведущий, актёр, общественный и политический деятель.
- 9 августа — Кен Нортон — американский боксёр-профессионал, бывший чемпион мира в тяжёлом весе по версии WBC (ум. в 2013 году).
- 10 августа — Луис Брюс, американский физик, лауреат Нобелевской премии по химии 2023 года.
- 11 августа — Первез Мушарраф, генерал, бывший президент Пакистана (ум. в 2023 году).
- 17 августа — Роберт Де Ниро, американский актёр, режиссёр и продюсер.
- 29 августа — Артур Макдональд, канадский астрофизик, лауреат Нобелевской премии по физике 2015 года.
- 31 августа — Леонид Ивашов, советский и российский военный и общественный деятель, генерал-полковник в отставке.

### Сентябрь
- 6 сентября
  - Роджер Уотерс, британский рок-музыкант.
  - Ричард Джон Робертс, британский биохимик и молекулярный биолог, лауреат Нобелевской премии по физиологии и медицине 1993 года.
- 7 сентября — Глория Гейнор, американская певица.
- 20 сентября — Сани Абача, президент Нигерии в 1993–1998, (ум.  в должности в 1998).
- 23 сентября — Хулио Иглесиас, испанский певец.
- 29 сентября
  - Лех Валенса, польский политический деятель, лауреат Нобелевской премии мира 1983 года, президент Польши в 1990–1995 годах.
  - Мохаммад Хатами, президент Ирана в 1997–2005 годах.
- 30 сентября — Иоганн Дайзенхофер, немецкий биохимик, лауреат Нобелевской премии по химии 1988 года.

### Октябрь
- 5 октября — Инна Чурикова, советская и российская актриса театра и кино, народная артистка СССР, лауреат Государственной премии Российской Федерации (ум. в 2023).
- 6 октября — Александр Шилов, советский и российский художник-живописец, график, портретист. Герой Труда Российской Федерации, народный художник СССР.
- 22 октября — Катрин Денёв, французская актриса.

### Ноябрь
- 1 ноября — Сальваторе Адамо, бельгийский певец, шансонье.
- 7 ноября — Майкл Спенс, американский экономист, лауреат Нобелевской премии по экономике 2001 года.
- 14 ноября — Рафаэль Кальехас, гондурасский государственный деятель, президент страны в 1990–1994 (ум. в 2020).
- 23 ноября — Дени Сассу-Нгессо, конголезский государственный деятель, президент страны в 1979–1992 и с 1997 года.

### Декабрь
- 6 декабря — Олег Григорьев, русский поэт и художник (ум. в 1992).
- 8 декабря — Джим Моррисон, американский поэт, певец, автор песен, лидер и вокалист группы «The Doors» (ум. в 1971).
- 24 декабря — Тарья Халонен, президент Финляндии в 2000–2012.
- 31 декабря — Бен Кингсли, британский актёр театра, кино и телевидения.

## Скончались
См. также: Категория:Умершие в 1943 году, Список умерших в 1943 году
- 7 января — Никола Тесла, сербский и американский физик, инженер, изобретатель в области электротехники и радиотехники (род. в 1856).
- 11 января — Агустин Педро Хусто, аргентинский политик и военный, президент Аргентины в 1932–1938 годах (род. в 1876).
- 21 января — Аймо Каяндер, финский политик, премьер-министр Финляндии в 1922, 1924 и 1937–1939 годах (род. в 1879).
- 26 января — Николай Вавилов, советский учёный-генетик, селекционер (род. в 1887).
- 29 января — Владимир Коковцов, русский государственный деятель, председатель Совета министров Российской империи в 1911–1914 годах (род. в 1853).
- 14 февраля — Давид Гильберт, немецкий математик (род. в 1862).
- 23 февраля — Григорий Кравченко, генерал-лейтенант авиации, дважды Герой Советского Союза (род. в 1912).
- 20 марта — Лизика Янчар, югославская партизанка во время Народно-освободительной войны Югославии, Народный герой Югославии  (род. в 1919).
- 28 марта — Сергей Рахманинов, русский композитор, пианист и дирижёр (род. в 1873).
- 1 апреля — Вахида Маглайлич, югославская партизанка во время Народно-освободительной войны Югославии, Народный герой Югославии  (род. в 1907).
- 6 апреля — Александр Мильеран — французский политический деятель, социалист, президент Франции в 1920–1924 годах (род. в 1859).
- 18 апреля — Исороку Ямамото — главнокомандующий Объединённым флотом Японской империи во время Второй мировой войны (погиб в должности, род. в 1884).
- 7 мая — Али Фетхи Окьяр, премьер-министр Турции в 1923 и 1924–1925 годах (род. в 1880).
- 14 мая — Анри Лафонтен, бельгийский юрист, председатель Международного бюро мира, лауреат Нобелевской премии мира 1913 года (род. в 1854).
- 26 июня — Карл Ландштейнер, австрийский врач, иммунолог, химик, лауреат Нобелевской премии по физиологии и медицине 1930 года (род. в 1868).
- 4 июля — Владислав Сикорский, польский военачальник и политик, генерал брони, премьер-министр правительства Польши в изгнании (погиб в должности, род. в 1881).
- 8 июля — Жан Мулен, герой французского движения Сопротивления во время Второй мировой войны (род. в 1899).
- 21 августа
  - Абрахам Меррит, американский писатель, журналист и редактор, оказавший значительное влияние на развитие жанров фэнтези и мистического триллера (род. в 1884).
  - Хенрик Понтоппидан, датский писатель-романист, лауреат Нобелевской премии по литературе 1917 года (род. в 1857).
- 28 августа — Борис III, царь Болгарии в 1918–1943 годах (род. в 1894).

## Нобелевские премии
- Физика — Отто Штерн — «Вклад в развитие метода молекулярных пучков и открытие и измерение магнитного момента протона».
- Химия — Георг (Дьёрдь) де Хевеши — «За работу по использованию изотопов в качестве меченых атомов при изучении химических процессов».
- Медицина и физиология — Хенрик Дам и Эдуард Дойзи — «за открытие химической структуры витамина K».
- Литература — не присуждалась.
- Премия мира — не присуждалась.